# Rick Karsdorp
Rick Karsdorp, född 11 februari 1995, är en nederländsk fotbollsspelare som spelar för PSV Eindhoven.

## Klubbkarriär
Karsdorp började spela fotboll i VV Schoonhoven innan han gick till Feyenoord 2004. Karsdorp debuterade i A-laget den 6 augusti 2014 i en 3–1-förlust mot turkiska Beşiktaş i Champions League, där han blev inbytt i den 69:e minuten mot Jordy Clasie.
Den 28 juni 2017 värvades Karsdorp av italienska Roma, där han skrev på ett femårskontrakt. Karsdorp behövde dock direkt göra en operation för en knäskada, vilket gjorde att han missade starten av säsongen 2017/2018. Karsdorp gjorde sin Serie A-debut den 25 oktober 2017 i en 1–0-vinst över Crotone. Karsdorp råkade ut för en ny knäskada i matchen, vilket gjorde att han missade resten av säsongen.
Den 7 augusti 2019 återvände Karsdorp till Feyenoord på ett låneavtal över säsongen 2019/2020. Den 12 mars 2021 förlängde Karsdorp sitt kontrakt i Roma fram till 2025.
Den 31 augusti 2024 värvades Karsdorp av PSV Eindhoven, där han skrev på ett ettårskontrakt med option på ytterligare ett år.

## Landslagskarriär
Karsdorp debuterade för Nederländernas landslag den 7 oktober 2016 i en 4–1-vinst över Belarus.

## Meriter
Feyenoord
- Eredivisie: 2016/2017
- KNVB Cup: 2015/2016